# Christianne Balmelli
Christianne Balmelli Fournier (née le 10 octobre 1978 à Temuco) est un mannequin chilien et Miss Monde Chili 2001.

## Biographie
Fille de Jaime et Solange, a un frère du nom de Pablo et une sœur nommée Stephanie. A la descente suisse, italienne et française.
Elle est mère de deux enfants, Nicolás et Ignacio Yost.

## Télévision
- El tiempo en Chilevisión (Chilevision) : Animatrice